# Max Schlossberg
Max Schlossberg (* 24. Oktoberjul. / 5. November 1873greg. in Libau, Russisches Kaiserreich – 23. September 1936 in Bethlehem, New Hampshire, Vereinigte Staaten) war ein jüdisch-baltischer  Trompeter, der in den USA ein wichtiger Lehrer war.

## Leben
Max Schlossberg wurde im kurländischen Libau in einer jüdischen Familie geboren. Mit 9 Jahren ging er nach Moskau an das Konservatorium, wo er von Lehrern wie August Marquard, Franz Puttkammer und Adolph Sauer unterrichtet wurde. 1889 ging er für kurze Zeit nach Sankt Petersburg, danach nach Berlin. Dort lernte er bei Julius Kosleck und spielte in Orchestern unter Arthur Nikisch, Hans Richter und Felix Baumgartner.
1894 siedelte er erstmals in die USA über, wohin sein Vater einige Jahre vorher emigriert war. Nach weniger als einem Jahr kehrte er nach Riga zurück. 1902 heiratete er dort und emigrierte in diesem Jahr endgültig in die USA.
Seit 1910 bis zu seinem Tod war er Mitglied der New Yorker Philharmoniker. 1912 wurde er US-amerikanischer Staatsbürger.
Max Schlossberg unterrichtete viele wichtige Trompeter in den USA. Er schrieb ein Lehrbuch und gilt als einer der Begründer einer eigenen Trompetenschule in den Vereinigten Staaten.